# یواس‌اس فایرفلای (۱۸۱۴)
یواس‌اس فایرفلای (۱۸۱۴) (به انگلیسی: USS Firefly (1814)) یک کشتی بود که طول آن ۱۰۹ فوت (۳۳ متر) بود.